# Nuclear Device
Nuclear Device est un groupe de rock français, originaire du Mans, dans la Sarthe. Leur style musical se caractérise par un mélange de punk et de reggae aux sonorités latines (chants en français et en castillan) sur des paroles souvent rebelles et engagées. Nuclear Device, qui raccourcira son nom en ND, est l'un des groupes les plus importants du mouvement alternatif français. Il est considéré comme l'un des groupes précurseurs du mouvement punk rock français avec Ludwig von 88 et  Bérurier Noir.

## Biographie

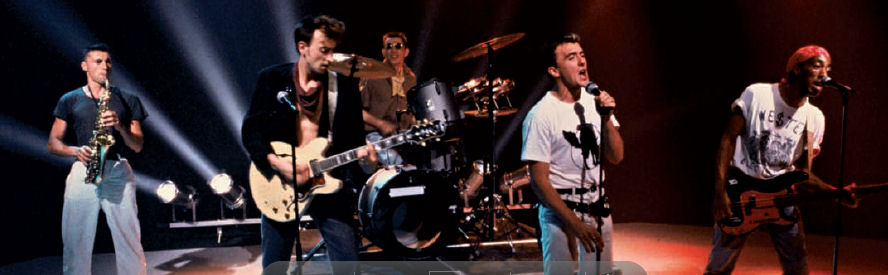
Nuclear Device en concert.

L'aventure de Nuclear Device commence en 1982 au Mans, en pleine explosion du rock alternatif en France. Pascal au chant, Kiox à la guitare, Chris à la batterie, Charlu à la basse et Jean-Marc au saxophone : Nuclear Device propose un combo punk rock reggae avec une connotation latino. Le groupe explique : « On a commencé chez nos parents dans le garage. Puis dans un local de répét' prêté par la mairie d'Allonnes. » Le nom du groupe s'inspire du titre homonyme des Stranglers. Il est formé par Christian, Pascal et Patrick Carde, fils d'enseignants et militants communistes. Les frères Carde et Chris Maresco recrutent rapidement Charlu à la basse, et jouent ensemble sur scène. Leur engagement politique les rapproche du groupe basque Kortatu avec qui ils réalisent plusieurs concerts de dernière minute.
Lors d'un tremplin rock organisé[Quand ?] au Mans, la rencontre avec Les Brigades et Kid Bravo de Rock Radical Records (devenu par la suite Bondage Records) permet au groupe d'enregistrer son premier maxi, 45 Révolutions par minute, publié en 1985, et de rencontrer les principaux acteurs du mouvement alternatif qui commence à s'organiser et à prendre de l'ampleur. C'est dans ce contexte sans compromis que Nuclear Device devient l'un des groupes de référence d'un courant radical extrêmement riche, actif, et créatif. Nuclear Device se produit surtout en France mais aussi dans les pays limitrophes comme l'Espagne, la Suisse, la Belgique ou l'Italie. Ces concerts se font souvent avec d'autres groupes du label Bondage Records comme les Ludwig von 88, les Washington Dead Cats ou bien les Bérurier Noir. 
En 1986, le groupe publie son premier album studio, Tonnerre à la une !, au label Bondage Records. Un deuxième opus suit l'année suivante, en 1987, sous le titre de Western Electric. En 1988, Kiox (guitare) quitte le groupe pour de nouvelles aventures et est remplacé à la guitare par Chema. Le groupe perd aussi quelques lettres pour les initiales ND. Le groupe sort alors son dernier quatre titres, Je suis un évadé. En juin 1988, il y aura un dernier concert à Rome en forme d'apothéose avant la séparation du groupe. En 1989, Patrick Carde quitte le groupe qui devient alors ND avec Chéma à la guitare.

## 45 révolutions par minute
Quasiment 30 ans après, ils souhaitent faire partager cette aventure à ceux qui, trop jeunes pour l'avoir connue, pourront découvrir l'esprit d'un mouvement musicalement agité et politiquement engagé. Mais c'est aussi l'occasion, pour tous ceux qui l'ont vécue à leurs côtés ou qui les ont croisés lors des tournées, concerts, festivals, etc. de se replonger dans les souvenirs et l'atmosphère de cette époque bouillonnante qui a marqué profondément leurs vies. La sortie du livre 45 Révolutions par minute, du nom du premier EP 45 tours du groupe, est prévue pour le 1er octobre 2015,.

## Membres
- Pascal Carde - chant (1983–1988)
- Patrick (Kiox) - guitare (1983–1987)
- Charlu Ombre - basse (1983–1988)
- Chris Maresco - batterie (1984–1988)
- Jean-Marc - saxophone (1984–1988)
- Chema - guitare (1988)

## Discographie

### Albums studio
- 1986 : Tonnerre à la une ! (7 titres ; Bondage Records)
- 1987 : Western Electric (12 titres ; Bondage Records)

### Singles et EP
- 1985 : 45 révolutions par minute (EP 4 titres ; Bondage Records)
- 1987 : ND Remix Deprisa (EP 3 titres ; Bondage Records)
- 1987 : Desperados (SP 2 titres ; Bondage Records)
- 1988 : Je suis un évadé (CD 4 titres ; Bondage Records)

### Cassettes
- 1984 : Cush Rebel (K7 10 titres ; autoproduction)
- 1988 : En vivo ! (K7 15 titres ; On a Faim Productions)

### Compilations
- 1990 : Wincincala Chants (CD best of 17 titres ; Bondage Records/Houlala)
- 2015 : Morceaux choisis (CD 20 titres - inclus dans le livre 45 révolutions par minute à paraître le 1er octobre 2015 ; Libertalia / La Boîte à Outils[6])

### Apparitions
- 1986 : Rock Army Fraction - 1 titre sur la compilation - LP (Rock Radical Records)
- 1989 : Radio Bond-age - 1 titre sur la compilation - LP (Bondage Records)
- 1989 : À bas toutes les armées - 1 titre sur la compilation - LP (On a faim productions)